# قطعنامه ۹۰۴ شورای امنیت
قطعنامه ۹۰۴ شورای امنیت سازمان ملل متحد که در تاریخ ۱۸ مارس ۱۹۹۴ تصویب شد، سندی بین‌المللی دربارهٔ سرزمین‌های اشغالی توسط اسرائیل است. این قطعنامه طی نشست ۳۳۵۱ام تصویب شد.